# Sigma Octantis
Sigma Octantis (σ Oct/σ Octantis) è una stella della costellazione dell'Ottante che ha la particolarità di essere la più vicina al polo sud celeste tra gli astri conosciuti, motivo per cui talvolta è chiamata Polaris Australis. Tuttavia essa si sta allontanando da esso dopo esserne giunta alla minima distanza nel 1872.
Dato che la sua magnitudine prossima a 5,5 la rende praticamente invisibile a occhio nudo, non viene usata come riferimento se non indirettamente utilizzando la luminosissima costellazione della Croce del Sud prolungando di 4,5 volte la linea formata dalle stelle Acrux e Gacrux.
La stella è una variabile Delta Scuti ed è classificata come gigante, anche se il raggio, non eccessivamente elevato, fa pensare che stia solo iniziando il suo passaggio da subgigante a quello di vera e propria gigante.
Sigma Octantis rappresenta sulla bandiera del Brasile la sua capitale Brasilia, il fatto prende valore simbologico in quanto le altre stelle ruotano intorno ad essa nel cielo australe, come del resto fanno altri astri che sono simboli di altrettanti stati del paese sudamericano.